# Берег Шеклтона
Берег Шеклтона (англ. Shackleton Coast) — частина узбережжя Антарктиди, північно-східний схил Трансантарктичних гір, які обрамляють шельфовий льодовик Росса між 80° 30' і 83° 30' південної широти, і простягається від мису Селборна (80°23′ пд. ш. 160°45′ сх. д. / 80.383° пд. ш. 160.750° сх. д.), на межі з льодовиком Берда, до піка Ейрдроуп (83°45′ пд. ш. 172°45′ сх. д. / 83.750° пд. ш. 172.750° сх. д.) на східній стороні льодовика Бірдмора, на межі з узбережжям Дуфек.
Берег Шеклтона являє собою майже безперервний ланцюг гірських хребтів протяжністю близько 350 км, які розділені між собою вивідними льодовиками. Вершини деяких хребтів (зокрема, гори Черчилля, хребти Королеви Єлизавети, Голланд, північно-східна частина хребта Королеви Олександри) місцями перевищують 3000-4000 м. Схили гір відокремлені від шельфового льодовика Росса стрімкими льодовими обривами і широкими тріщинами.
Берег був відкритий експедицією Роберта Скотта в 1902 році. Названий в 1961 році в честь британського дослідника Ернеста Шеклтона.